# ラズベリー・ライヒ
『ラズベリー・ライヒ』（英: The Raspberry Reich）は、2004年に製作されたドイツ・カナダの映画。ブルース・ラ・ブルース監督作品。

## キャスト
- グドルン：スザンネ・ザクセ
- ホルガー：ダニエル・ベッチャー
- パトリック：アンドレアス・ルプレヒト
- アンドレアス：ディーン・シュターティス
- クライド：アントン・Z・リサン
- チェ：ダニエル・フェッティヒ
- ヘルムト：ゲリット
- ホルスト：ジェフリー
- ジェネシス・P・オリッジ